# The White Diamond
The White Diamond ist ein 2004 gedrehter Dokumentarfilm von Werner Herzog über den britischen Aeronautik-Ingenieur Graham Dorrington und seinen Versuch, mit einem Mini-Luftschiff die Regenwälder in Guyana zu erforschen.

## Handlung
Nach einer kurzen Einleitung über die Geschichte der Fliegerei, unterlegt mit historischen Originalaufnahmen, wird der Zuschauer mit Graham Dorrington und seiner Arbeit bekanntgemacht. Der Aeronautik-Ingenieur untersucht neue Flugzeuge auf strukturelle Schwachstellen und entwickelt und optimiert im Windkanal Prototypen für neue Flugzeuge und Luftschiffe. Ein zentrales Thema des Films ist ein Unfall mit einem von Dorrington konstruierten Luftschiff, bei dem der deutsche Naturfilmer  Götz Dieter Plage 1993 auf Sumatra den Tod fand. Nach einem technischen Defekt verfing sich sein Luftschiff in den Baumkronen des Regenwaldes. Als Plage eine Kamera vom Vorderteil der Gondel retten wollte, stürzte er ca. 50 m in die Tiefe und starb an den Folgen des Sturzes. Dorrington gibt sich eine Mitschuld an dem Unfall, den er hautnah miterlebte, und will das traumatische Erlebnis mit dem Bau eines neuen Luftschiffs verarbeiten. Das neue Ziel sind die Kaieteur-Fälle in Guyana. Der Film beschreibt den Transport und Aufbau des Luftschiffs und die ersten Startversuche. Der erste Versuch endet nach kurzer Zeit, als ein Antriebsmotor durchbrennt und der Heckmotor aufgrund eines technischen Defektes in der falschen Laufrichtung rotiert. Der Zuschauer lernt den Einheimischen Marc Anthony Yhap kennen, der dem Luftschiff den Namen „White Diamond“ gibt. In einem längeren Monolog erzählt er, dass er mit dem Luftschiff gern nach Spanien fliegen würde, um seine Familie zu besuchen. Nach einer Woche mit Reparaturen und technischen Verbesserungen kann das Luftschiff seine Arbeit letztendlich aufnehmen, auch Marc Anthony Yhap wird zu einem Flug eingeladen. Das Vorhaben, über die Kaieteur-Fälle zu fliegen, wird wegen zu starker Fallwinde verworfen. Der Film endet mit einer längeren Einstellung, die zeigt, wie eine große Anzahl von Mauerseglern in eine hinter dem Wasserfall liegende verborgene Höhle fliegen.

## Kritiken
„Fesselnde Dokumentation über eine Expedition im Regenwald von British Guyana, in deren Verlauf mit Hilfe eines Helium gefüllten Mini-Zeppelins Flora und Fauna der Baumwipfel erforscht werden sollen. Neben der Naturdokumentation verdichtet sich der Film zu einer mitunter quälenden Selbstreflexion der Hauptfigur, die das traumatisierende Unglück eines Freundes und Kollegen überwinden will. Der symbolträchtige Film bietet atemberaubende Bilder, wobei Werner Herzog eine visuelle Kontinuität zu seinen früheren Arbeiten herstellen kann.“